# 1997년 빌 클린턴 대통령 취임식
빌 클린턴의 두 번째 미국 대통령 취임식은 1997년 1월 20일 월요일 워싱턴 D.C.에 있는 미국 국회의사당 서쪽 전면에서 열렸다. 이번 취임식은 제53회 취임식으로, 빌 클린턴의 대통령으로서의 두 번째이자 마지막 임기와 앨 고어의 부통령으로서의 임기 시작을 알렸다. 이는 20세기 마지막 대통령 취임식이자 2천년기 마지막 취임식이었으며, 인터넷으로 생중계된 첫 번째 취임식이었다.

## 취임식

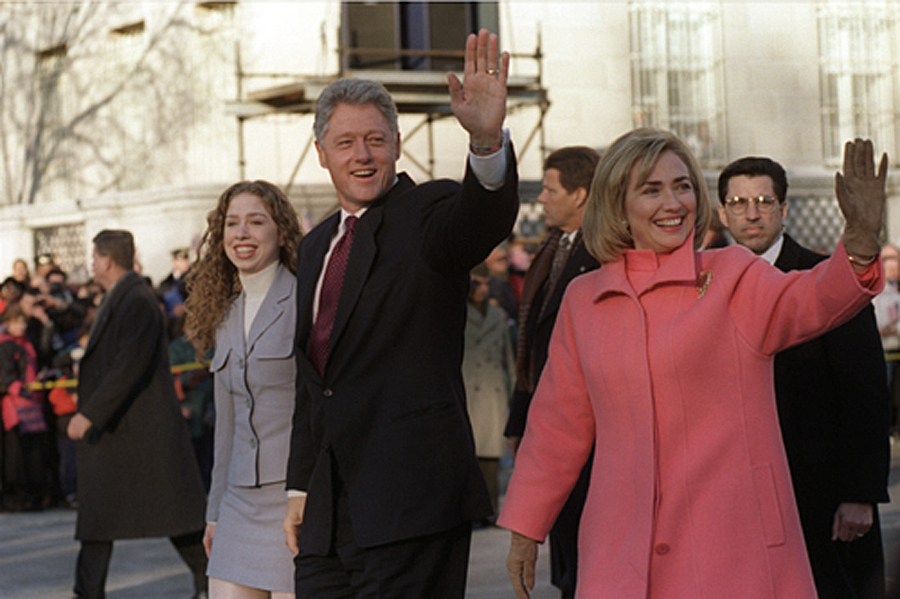
힐러리, 빌, 첼시가 취임식 퍼레이드 길을 걷고 있는 모습

빌리 그레이엄 목사가 기도를 하며 식을 시작했고, 이어서 충성의 맹세가 있었다. 미국 연방 대법원 대법관 루스 베이더 긴즈버그는 앨 고어 부통령에게 취임 선서를 집행했다. 이어서 조지아 출신의 유명 오페라 가수 제시 노먼이 애국적인 노래들을 메들리로 불렀다. 공연이 끝난 후, 의회 의원들, 고위 인사들, 대법원 대법관들, 가족, 친구들에 둘러싸인 빌 클린턴은 그의 딸 옆에 서서 그의 아내가 성경을 들고 있었다. 취임 선서는 윌리엄 렌퀴스트 대법원장이 오후 12시 5분에 집행했다. 선서는 전통적인 문구인 "하느님 저를 도우소서"로 끝났다. 국가는 유명한 민권 운동가 제시 잭슨의 딸인 산티타 잭슨이 불렀고, 아칸소주 시인 밀러 윌리엄스가 이 행사를 위해 쓴 시 "역사와 희망에 대하여"를 낭독했다. 빌 클린턴 대통령의 취임 연설이 이어졌다. 그날 밤 대통령과 영부인을 기리는 14개의 다른 공식 갈라가 열려 취임식을 축하했다.
1997년 1월 20일은 마틴 루터 킹 주니어 탄생일이기도 했다. 대통령의 연설은 마틴 루터 킹과 시민권 시대에 아프리카계 미국인의 권리와 자유를 옹호한 그의 유산을 다루었다. 또한, 선서 후 국회의사당의 조각상 홀에서 토머스 제퍼슨 대통령 시대의 전통 요리법을 바탕으로 한 오찬이 열렸다. 클린턴의 고향인 아칸소주 출신 시인 밀러 윌리엄스는 이 날을 위해 특별히 "역사와 희망에 대하여"라는 시를 썼다.
취임식 장소에서 3.1마일 떨어진 로널드 레이건 워싱턴 내셔널 공항의 정오 날씨는 기온 34 °F (1 °C), 풍속 7 mph, 흐림이었다.

## 같이 보기
- 빌 클린턴 행정부
- 1993년 빌 클린턴 대통령 취임식
- 빌 클린턴 행정부의 연표 (1997년)
- 1996년 미국 대통령 선거
- 빌 클린턴 1996년 대통령 선거 운동